# Why the lucky stiff
Jonathan Gillette, meglio noto come why the lucky stiff (abbreviato in why o _why), (...) è uno scrittore, illustratore e programmatore statunitense, noto soprattutto per il suo contributo alla comunità dei programmatori Ruby.
Insieme a Yukihiro Matsumoto e David Heinemeier Hansson è visto come una figura chiave nella comunità Ruby, e ha personalmente sviluppato parte del run-time standard del linguaggio. Ha dedicato gran parte della sua attività alla creazione di tutorial e di metodi per insegnare Ruby agli adolescenti in modo non convenzionale. In particolare, è l'autore di Why's (Poignant) Guide to Ruby e lo sviluppatore del framework Ruby open source Camping.
In diverse occasioni _why ha tenuto conferenze di apertura o interventi nelle conferenze di settore, in particolare alla RailsConf (nel 2006), alla O'Reilly Open Source Convention (nel 2005) e alla conferenza Art and Code alla Carnegie Mellon University (nel 2009).
Dal 19 agosto 2009 _why si è ritirato dalle scene, chiudendo i propri account e i propri siti web. I suoi contributi sono stati raccolti sul sito GitHub sotto la denominazione di "WhyMirror" e alcuni dei suoi progetti più importanti vengono oggi proseguiti da altri membri della comunità Ruby.

## Opere

### Tutorial
L'opera più nota di _why è Why's (poignant) Guide to Ruby che insegna il linguaggio in modo non convenzionale attraverso una serie di racconti. Parte di questo lavoro è stato pubblicato in una antologia di testi sulla programmazione pubblicata da Apress.
Fra i progetti realizzati da _why e dal 2009 portati avanti dalla comunità di Ruby c'è Try Ruby, uno strumento interattivo online per l'apprendimento di Ruby.
Correlata agli interessi di _why per l'insegnamento di Ruby c'è la sua attività di illustratore; ha tra l'altro disegnato le illustrazioni di The Ruby Programming Language di David Flanagan e Yukihiro Matsumoto.

### Software
_why ha sviluppato numerose librerie e applicazioni, soprattutto per l'ambiente di programmazione Ruby, alcune delle quali molto note e citate dai principali testi di programmazione. Fra questi si possono menzionare il framework per lo sviluppo di applicazioni web Camping, Park Place (un clone in Ruby del servizio Amazon S3) Markaby (un metalinguaggio per la generazione di codice HTML), Syck (una libreria YAML distribuita divenuta parte delle librerie standard Ruby) e Shoes (un toolkit per lo sviluppo di GUI)

## La vera identità
_why non pubblicò mai la sua vera identità, ma poco prima di lasciare la scena pubblica venne pubblicato un Blog anonimo che la rivelava. Questo blog identificava _why in Jonathan Gillette, nel blog inoltre si rivelavano altre informazioni sulla sua vita personale. Pubblicamente non si espresse mai sul fatto di essere stato smascherato.
La sua identità "offline" è sempre stata ritenuta confermata nella comunità dei programmatori Ruby, ma solo nel 2012 uscì un articolo sulla rivista Slate che confermava l'identità e chiedeva maggiore privacy per _why.